# پستچی (فیلم ۱۳۴۰)
پستچی (فیلم ۱۳۴۰) فیلمی به کارگردانی رفیع حالتی و نویسندگی کریم فکور ساختهٔ سال ۱۳۴۰ است.

## خلاصه داستان
پستچی جوان محله شیفتهٔ دختری می‌شود…

## بازیگران
- منوچهر
- ویدا قهرمانی
- همایون
- پرویز خوانساری
- پریا
- پرویز رهنورد
- ناصر کوره چیان
- رفیع حالتی